# اولسن برادرز
اولسن برادرز (به انگلیسی: Olsen Brothers) گروهی دانمارکی است متشکل از دو برادر به نام‌های جورج (متولد ۱۵ مارس ۱۹۵۰) و نیلز اولسن (متولد ۱۱۳ آوریل ۱۹۵۴). موسیقی‌های آن‌ها در سبک‌های راک و پاپ بوده است.
در سال ۱۹۷۱ در تور کپنهاگ شرکت کردند و بعد از آن از دانمارک به نروژ و سوئد رفتند و در همان سال اولین آلبوم آن‌ها منتشر شد. این دو برادر تا کنون ۱۲ آلبوم منتشر منتشر کرده‌اند.
تک اهنگ‌های بزرگ خود به این شکل منتشر کرده‌اند
| نام           | سال انتشار |
| ------------- | ---------- |
| آنجلینا       | ۱۹۷۲       |
| جولی          | ۱۹۷۷       |
| سان فرانسیسکو | ۱۹۷۸       |
| از رقص تا رقص | ۱۹۷۹       |
| ماری          | ۱۹۸۲       |
| نئون مادونا   | ۱۹۸۵       |

آنها در سال ۲۰۰۰ برنده مسابقه یوروویژن شدند.